# Les Moutiers-en-Auge
Les Moutiers-en-Auge település Franciaországban, Calvados megyében. Lakosainak száma 129 fő (2022. január 1.). Les Moutiers-en-Auge Crocy, Le Marais-la-Chapelle, Norrey-en-Auge, Montreuil-la-Cambe, Saint-Gervais-des-Sablons, Beaumais és Saint-Pierre-en-Auge községekkel határos.

## Népesség
A település népességének változása:
| Lakosok száma | 142  | 115  | 126  | 122  | 113  | 115  | 122  | 128  | 129  | 129  |
|               | 1968 | 1982 | 1990 | 2006 | 2013 | 2015 | 2017 | 2019 | 2020 | 2022 |